# Plebejus alpina
Plebejus alpina är en fjärilsart som beskrevs av Courvoisier. Plebejus alpina ingår i släktet Plebejus och familjen juvelvingar. Inga underarter finns listade i Catalogue of Life.